# Martin Buschmann
Pour les articles homonymes, voir Buschmann.
Martin Buschmann, né le 17 avril 1970 à Hambourg en Allemagne, est un homme politique allemand, ancien membre du Parti national-démocrate d'Allemagne (NPD) et du Parti de protection des animaux. Il est élu député européen en 2019.

## Biographie
Martin Buschmann est né à Hambourg mais a grandi dans la banlieue sud de Neu Wulmstorf. Après avoir été diplômé de l'école secondaire de Neu Wulmstorf, il a suivi une formation de commercial. Il a travaillé pour différentes compagnies maritimes et dans la gestion de la chaîne d'approvisionnement.
De 1992 à 1996, il est membre du Parti national-démocrate d'Allemagne (NPD), structure dans laquelle il exerce les fonctions de président du comité du district de l'arrondissement de Harbourg et trésorier des Jeunes nationalistes en Basse-Saxe.
En 2009, il rejoint le Parti de protection des animaux pour, selon ses propres déclarations, agir contre le laboratoire d'expérimentation animale situé dans un village voisin, Mienenbüttel (de). Il prône un mode de vie végétalien et milite pour l'interdiction de l'agriculture industrielle. Dès 2015, il travaille à plein temps pour le parti.
Pour les élections européennes de 2019, il figure en tête de liste du parti. Il est élu député européen, le parti obtenant un score de 1,4 %.
Martin Buschmann rejoint le groupe de la Gauche unitaire européenne/Gauche verte nordique (GUE/NGL) au Parlement européen. Le 26 janvier 2020, son passé auprès du NPD est révélé. Il quitte alors le groupe GUE/NGL,. La direction du Parti de protection des animaux déclare à ce sujet, le 29 janvier 2020, qu'il s'agit d'un « grave abus de confiance » et demande à Martin Buschmann de démissionner de son mandat européen pour laisser son siège à Robert Gabel (de). Martin Buschmann ne donne pas suite à cette demande et quitte le Parti de protection des animaux en février 2020. Il continue de siéger au Parlement européen jusqu'à la fin de la législature en 2024.